# Westhoek français
Le Westhoek français, appelé également Flandre flamingante, est un territoire situé en France qui correspond à la partie ouest du Westhoek et à la partie nord de la Flandre française.
Sur le plan administratif, il correspond à peu près à l'arrondissement de Dunkerque dans le département du Nord. Sur le plan linguistique, il correspond à peu près à la zone du flamand occidental en France, autrement dit à la zone du flamand de France.
Le Westhoek français et la partie française de la Flandre romane forment la Flandre française.
L'arrondissement de Dunkerque avec une superficie de 1 608 km2 compte en 1999 au dernier recensement 379 702 habitants dont 158 894 dans l'agglomération de Dunkerque.

## Géographie

### Délimitation
Géographiquement le Westhoek français est délimité par la Mer du Nord au nord, la frontière avec la Belgique à l'est, la rivière Lys au sud et le canal de Neufossé et le fleuve  Aa à l'ouest.
Sur quelques endroits les frontières administratives de l'arrondissement de Dunkerque ne correspondent pas aux frontières géographiques du Westhoek français. Les communes de La Gorgue, au sud de la Lys, et de Grand-Fort-Philippe, à l'ouest de l'Aa, font partie de l'arrondissement de Dunkerque, mais sont situées juste à l'extérieur du Westhoek géographique. Inversement, la commune de Clairmarais, une partie de la commune d'Arques et quelques territoires des communes de Saint-Omer et d'Aire-sur-la-Lys sont à l'extérieur de l'arrondissement, mais entièrement ou partiellement à l'intérieur du Westhoek géographique. Ces dernières communes se trouvent dans le département du Pas-de-Calais. Pour la commodité, on traite souvent les frontières administratives comme les limites du Westhoek français.

### Paysage

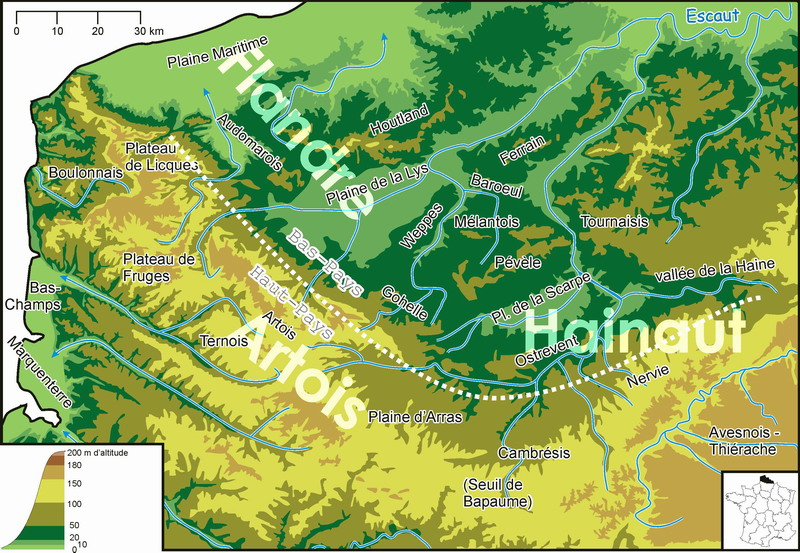
régions naturelles du Nord-Pas-de-Calais

Le Westhoek français se divise en deux régions naturelles principales:
- le Blootland (pays nu ou pays dénudé) au nord. C'est une partie de la plaine maritime flamande, qui s'étend aussi à l'ouest dans le Pas-de-Calais et à l'est en Belgique. Il s'agit d'une plaine argilo-sableuse basse, très plate et pour partie constituée de terres poldériennes. Il est parcouru d'un dense réseau de fossés et de Watringues pour assurer son drainage. Le littoral fait partie de la côte d'Opale. C'est ici un littoral sableux, constitué de larges plages de sable blond et séparé de la plaine intérieure par des massifs de dunes. Le littoral est occupé par le vaste port de Dunkerque sur toute sa partie ouest, et par des villes balnéaires à l'est.
- le Houtland (pays au bois), la partie la plus vaste. C'est un paysage de bas plateaux argileux et sableux en partie recouvert de limon (lœss), légèrement onduleux, qui constitue une contrée agricole historiquement riche et fertile, occupée par un mélange de pâturages et de polycultures aux productions les plus variées, dont le houblon et le lin textile qui marquent le paysage par endroits. Il est parsemé de nombreuses fermes flamandes typiques en brique dispersées dans la campagne (habitat dispersé). C'était autrefois un bocage verdoyant et très arboré, essentiellement par des ormes plantés en doubles lignes qui entouraient les pâtures et les fermes, avec en second lieu des peupliers, des chênes et des frênes, d'où son nom de pays au bois. Mais la graphiose de l'orme y a fait disparaitre complètement cet arbre, et s'ajoutant aux remembrements et à la diminution des herbages, le paysage est aujourd'hui devenu beaucoup plus ouvert, avec une large place accordée aux grandes cultures. L'eau ne pouvant pas s'infiltrer dans le sol argileux, ce territoire est parcouru de nombreux ruisseaux (les becq) et ponctué de mares typiquement entourées de saules blancs taillés en têtards dans presque chaque pâture, avec de fréquents plans d'eau de forme carrée entourant un ilot lui aussi carré: ce sont les vestiges des douves d'un type local de mottes féodales. Le centre du Houtland est dominé par les monts de Flandre, une chaine de collines sableuses qui constituent le point culminant de la Flandre. Au sud se trouve une portion de la plaine de la Lys, large plaine alluviale très plate.

Ces territoires sont aussi appelés de nos jours Cœur de Flandre.

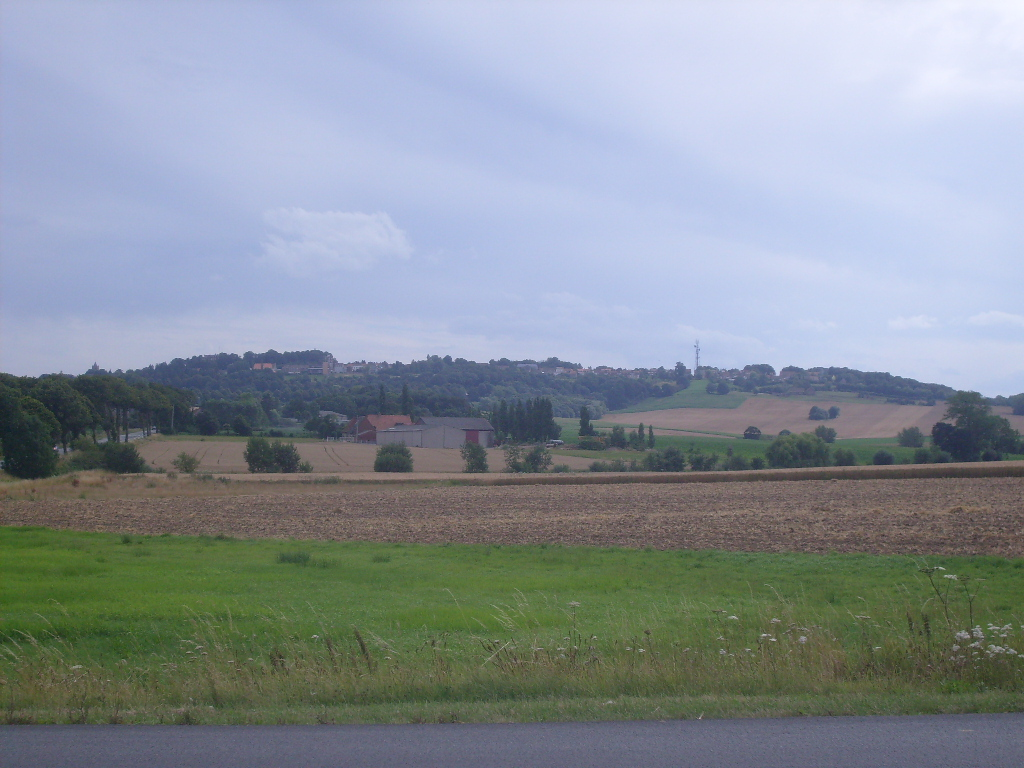
Paysage agricole du Houtland, sur la face Nord du Mont Cassel.
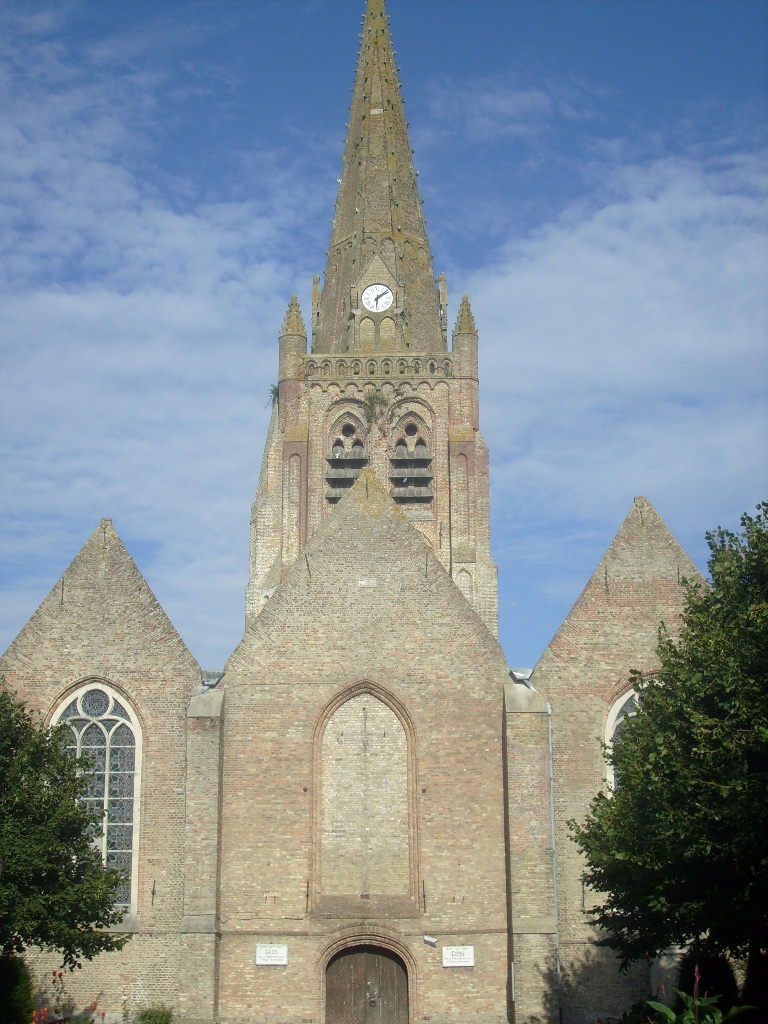
L'église de Warhem, une église-halle de style gothique en brique, typiquement flamande.
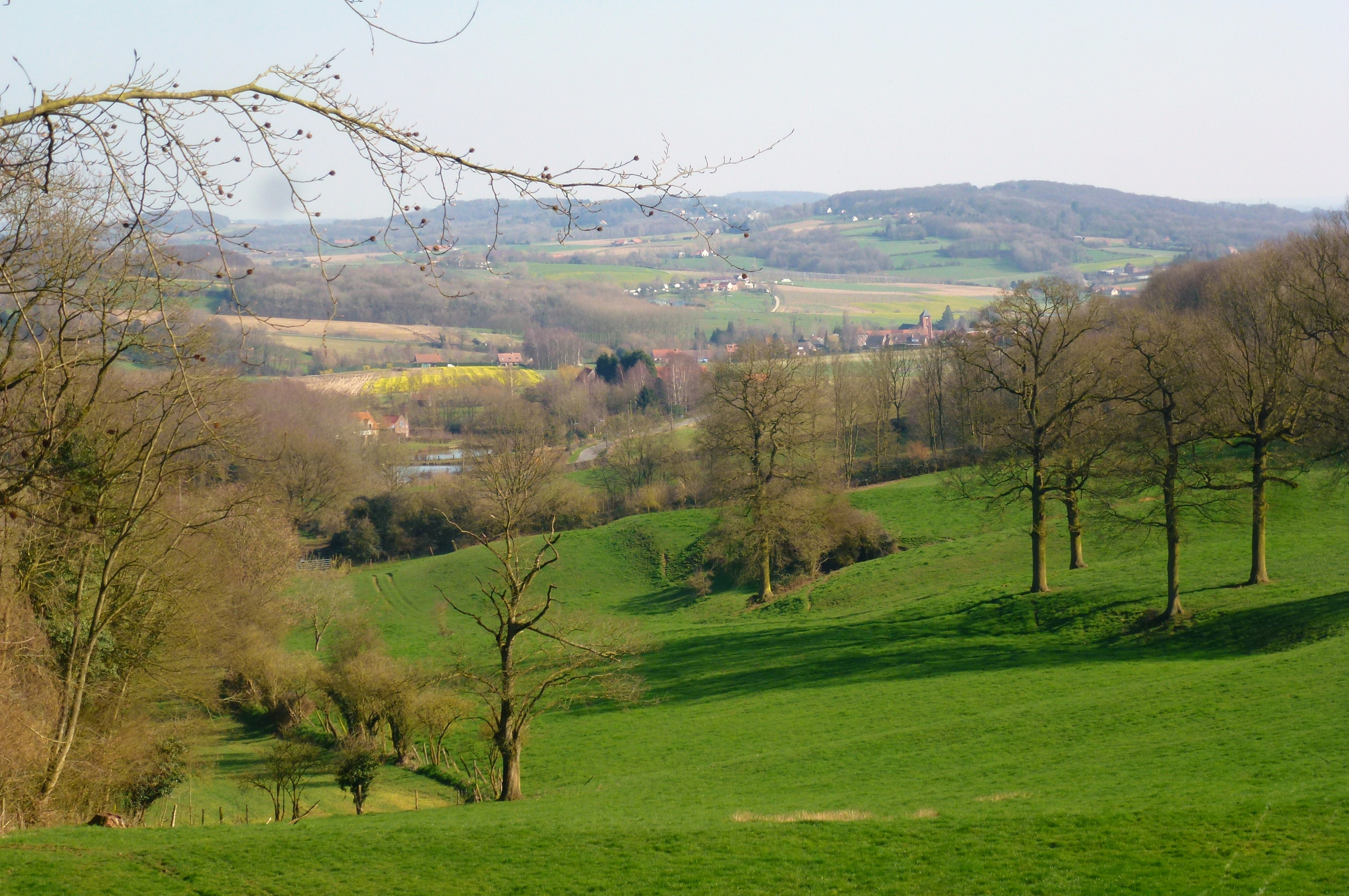
Paysage vallonné des monts de Flandre, vu du Mont des Cats.
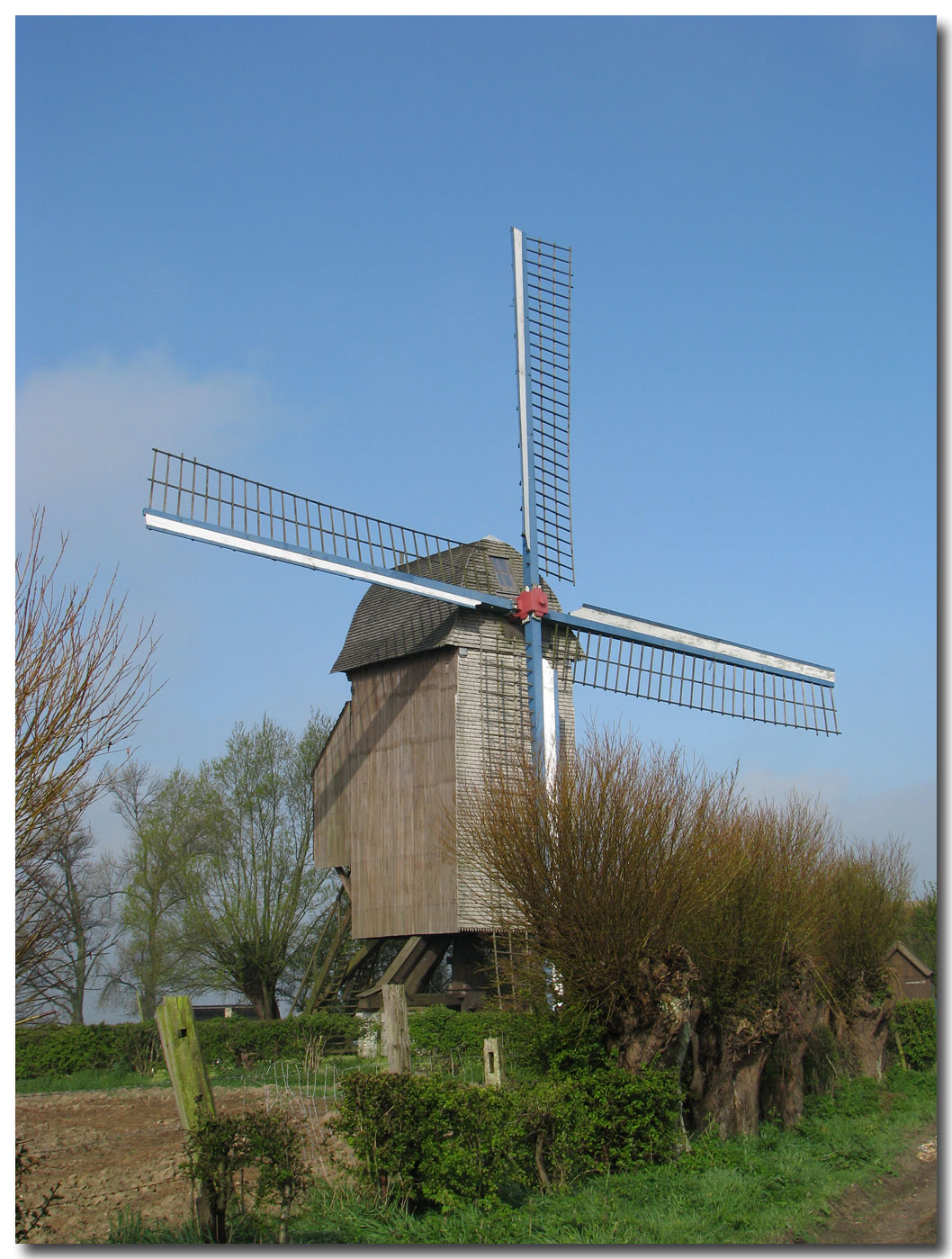
La Flandre française est connue pour ses moulins à vent, ici celui de Pitgam.
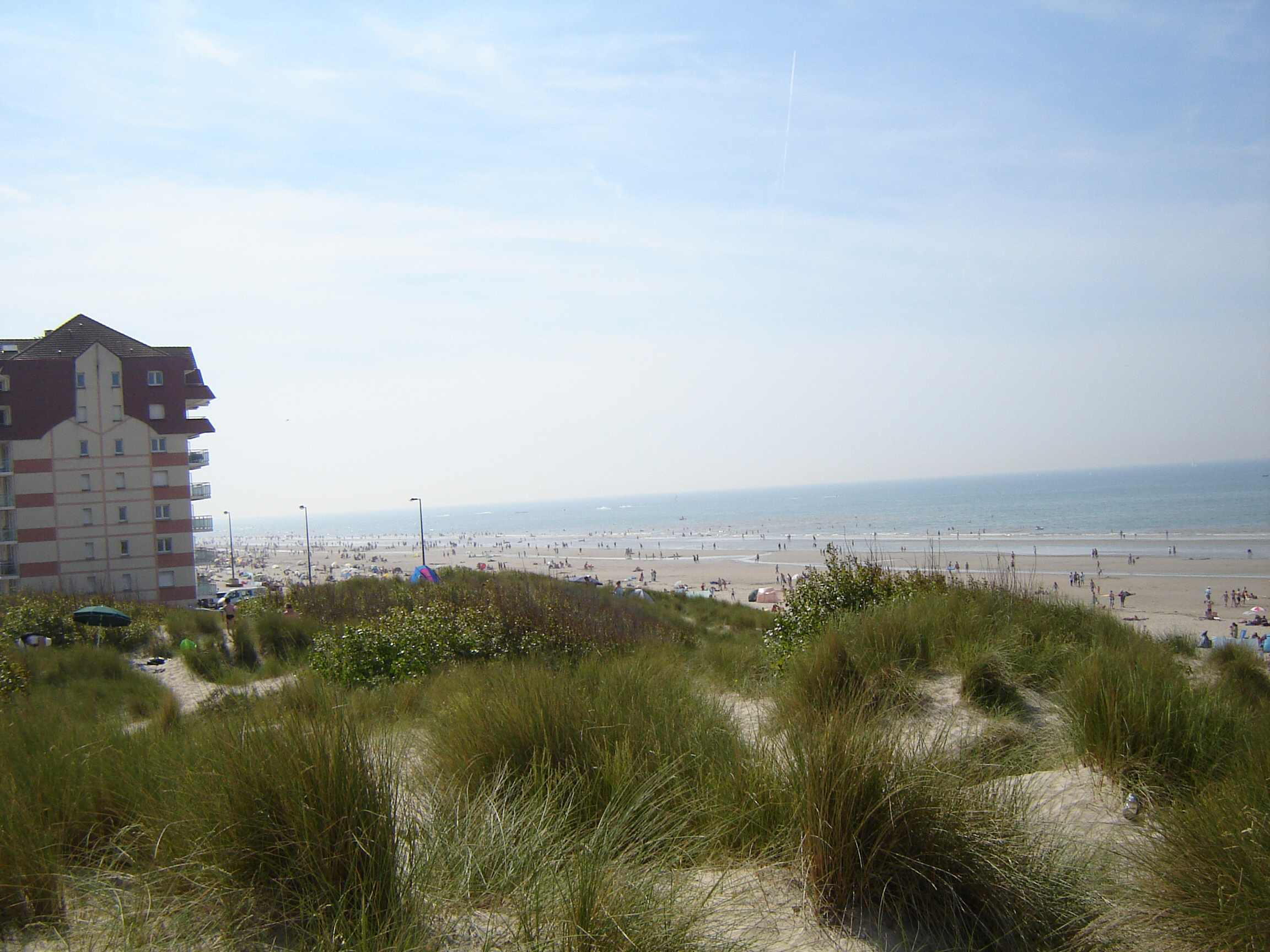
Dunes et plage de la mer du Nord à Bray-Dunes, en été.

Le Blootland et le Houtland franchissent la frontière et s’étendent plus loin dans le Westhoek belge. le Blootland belge correspond aux polders de la Flandre occidentale ou plaine de l'Yser et le Houtland correspond à Heuvelland (pays des collines).
Le point le plus élevé de la Flandre se trouve du côté français dans le Houtland, c'est le sommet du Mont Cassel, 176 mètres. Le point le plus bas est à 4 mètres au-dessous du niveau de la mer et se trouve dans le polder des Moëres, à cheval entre la France et la Belgique.

## Centres urbains
Classés par ordre d’importance :

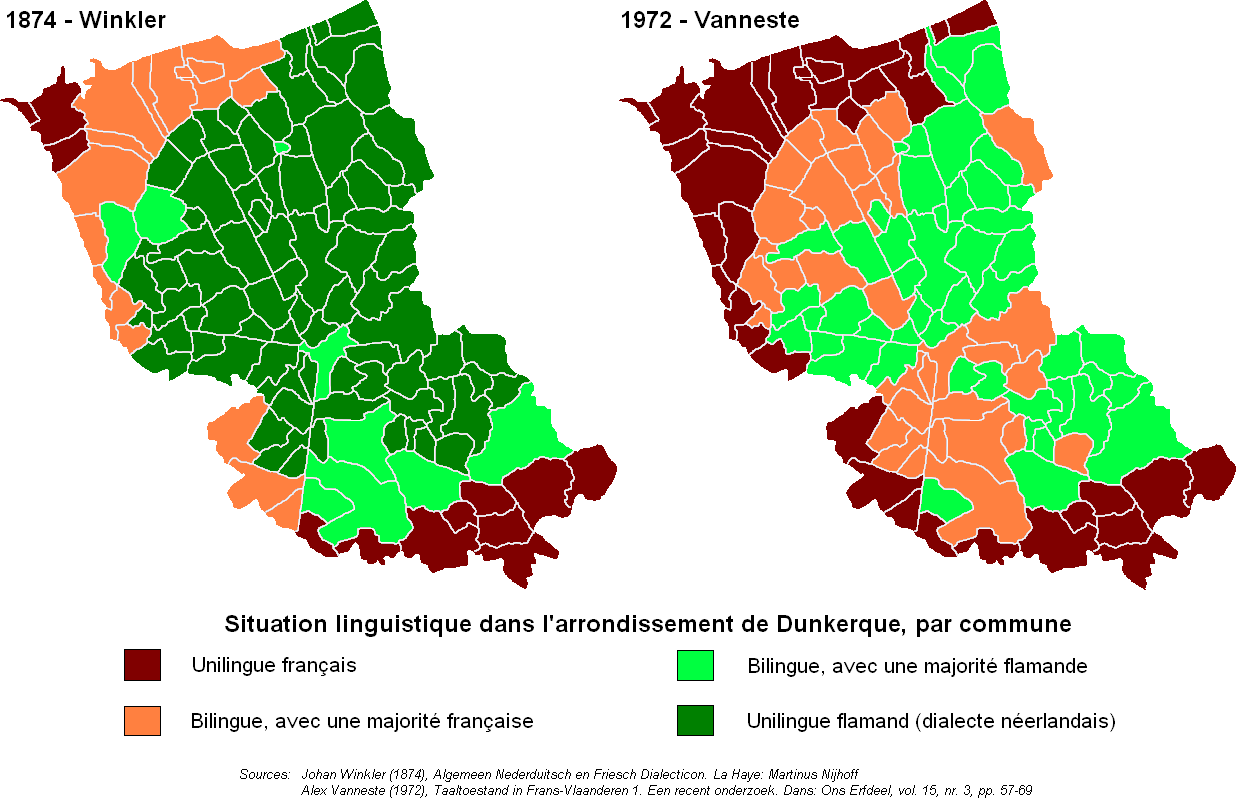
Carte linguistique dans le Westhoek français en 1874 et en 1972

- Dunkerque, avec la banlieue de Coudekerque-Branche, Saint-Pol-sur-Mer et Grande-Synthe
- Hazebrouck
- Bailleul
- Gravelines
- Merville
- Nieppe
- Téteghem
- Bourbourg
- Estaires
- Loon-Plage
- Wormhout
- Bray-Dunes
- Bergues
- Steenvoorde
- Hondschoote
- Cassel

## Histoire
Les Francs saliens, l'un des peuples germaniques qui formait la Ligue des Francs, et originaires des actuels Pays-Bas, parlaient le vieux bas francique, un dialecte du groupe bas allemand. C'est ce peuple qui importa cette langue en Flandre en s’installant au Ve siècle dans cette région qui était assez dépeuplée avant leur arrivée. Lorsque les Francs saliens ont commencé à manquer de ressources sur ce petit territoire vite devenu surpeuplé, l'un de leurs rois, Clovis, est parti à la conquête de la Gaule romaine, sur les décombres de l'Empire romain d'Occident, créant ainsi le royaume des Francs en fondant la dynastie des Mérovingiens avant de se convertir au christianisme. Les Francs saliens qui se sont établis dans la Gaule conquise se sont rapidement assimilés à la culture et à la langue des Gallo-romains (nettement majoritaires dans ce grand royaume), qui est une langue romane (latine) ancêtre du "français" moderne et de ses dialectes régionaux. Tandis que les Francs saliens qui sont restés le peuplement majoritaire dans leur région d'origine, c'est-à-dire l'actuelle Flandre et les Pays-Bas, ont conservé leur langue, germanique, ce qui a donné avec le temps les différents dialectes bas franciques modernes (les dialectes du néerlandais): le flamand en Flandre, mais aussi les dialectes zélandais, brabançon, hollandais et limbourgeois.
Les péripéties successorales du royaume des Francs puis la séparation au IXe siècle de la Francie occidentale (majoritairement gallo-romaine, qui deviendra le royaume de France) et de la Francie orientale (majoritairement germanique, qui deviendra le Saint-Empire), aboutirent à ce que le comté de Flandre se retrouve à cheval entre les deux (avec double vassalité), bien que la majeure partie soit du côté occidental. À cela s'ajoute la grande prospérité économique du comté de Flandre du Moyen Âge à la Renaissance, c’était une région très densément peuplée et précocement urbanisée qui est devenue l'une des plaques tournantes majeures du commerce européen ainsi qu'un centre culturel très influent, elle était la région la plus prospère de l'Europe du Nord-Ouest. La Flandre a ainsi toujours été une terre de revendication et de conflit, un enjeu très disputé par les puissances européennes. Dès le Moyen Âge le comté de Flandre était une province bilingue, traversée par la frontière ethnolinguistique, elle était flamingante au Nord et romane (dialecte picard) au Sud. Le comté de Flandre était officiellement, pour sa plus grande partie, un fief du royaume de France entre le traité de Verdun (843) et la Paix des Dames (1529), mais dans les faits il fut souvent indépendant ou sous l'égide d'autres puissances (notamment durant la période bourguignonne). Il y avait aussi une division politique intérieure au Moyen Âge avec l'essor des nombreuses communes (symbolisées par les beffrois) qui sont parfois devenues de véritables cité-états indépendantes et puissantes aux mains des riches oligarchies locales, ne répondant plus aux comtes de Flandre. Les Pays-Bas méridionaux dont faisait partie la Flandre (les Pays-Bas méridionaux dans leur ensemble étaient appelés "les Flandres" par métonymie) furent le centre névralgique du grand empire de Charles Quint, puis ils sont tombés aux mains du royaume d'Espagne. Malgré l'histoire politique d'une grande complexité, il y a toujours eu une forte conscience d'identité commune des Flamands qui mena souvent à des révoltes et des luttes pour l'indépendance.
Une partie du comté de Flandre a été conquise et réincorporée au royaume de France par Louis XIV entre 1659 et 1678 (notamment après la bataille de la Peene), cette partie fut ainsi séparée politiquement du reste de la zone linguistique néerlandophone. La « Flandre française » désigne la partie de l'ancien comté de Flandre aujourd'hui sous administration française. La comté de Flandre ayant toujours été bilingue (car traversé par la frontière linguistique en son sein depuis le Moyen-Age) la « Flandre française » compte ainsi une partie de Flandre romane (Lille, Roubaix, Douai, Armentières), de dialecte traditionnellement picard (relevant du français ou langue d'oil), et une partie flamingante où on parlait traditionnellement le flamand (c'est-à-dire le Westhoek français, avec Dunkerque, Cassel, Hazebrouck, Bailleul).
Au XXIe siècle, le Westhoek français est ainsi le seul territoire en France traditionnellement « néerlandophone », c'est le petit morceau aujourd'hui français de la Flandre flamingante où est parlé le dialecte flamand occidental dans sa variante locale.
Malgré la domination française après la conquête de Louis XIV, les Flamands parviennent à conserver pendant longtemps leur langue. Toutefois avec la politique jacobine d'unification culturelle et linguistique débutée après la Révolution française et surtout à partir de 1870, les autorités essayent de remplacer les dialectes par le français dans toute la France, la Flandre française n'y échappera pas. C'est sur la côte, urbanisée et industrialisée, qu'elles y réussissent le plus rapidement : dans la première moitié du XXe siècle, la côte (comprenant Dunkerque) est déjà entièrement francophone à l'exception de quelques petites communes. Depuis lors, les dialectes flamands tendent à disparaître lentement dans l'intérieur du pays. La Seconde Guerre mondiale a entraîné une déconsidération du dialecte flamand, parfois perçu comme trop imprégné de germanité, ce qui a certainement contribué aussi à ce recul linguistique.

## Langue et culture
En 1972, une vaste recherche linguistique montre que le flamand occidental est encore largement en usage dans une grande partie du Westhoek français et, dans de nombreuses communes, il l'est même plus que le français.
Au XXIe siècle, rares sont les personnes qui parlent encore le flamand à la maison et il s'agit de personnes très âgées. Il reste cependant des locuteurs flamands du fait de la proximité de la Flandre belge : des Nordistes travaillent en Flandre de l'autre côté de la frontière et parallèlement des sociétés belges néerlandophones s'implantent en Flandre française. L'intérêt pour le néerlandais et sa connaissance s'en sont accrus mais les dialectes apparentés eux-mêmes restent menacés d'extinction en France.